# Kangala (département)
Cet article concerne le département et la commune rurale. Pour le village chef-lieu homonyme, voir Kangala.

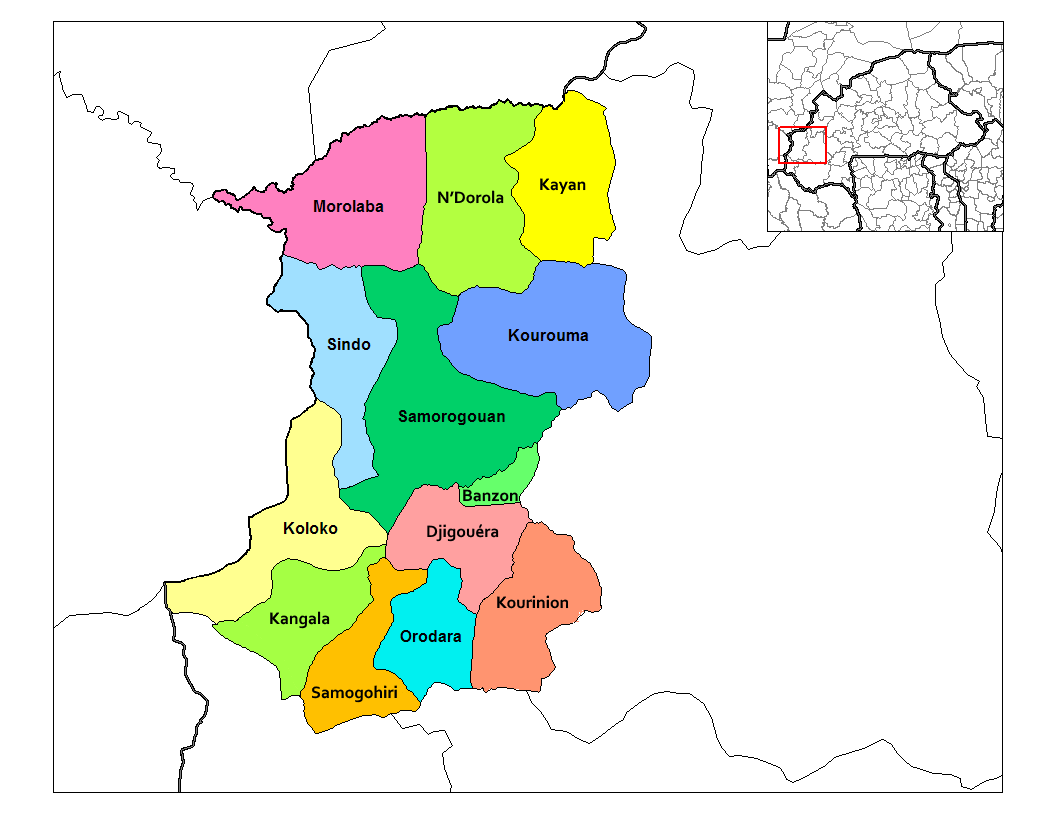
Localisation des départements de la province du Kénédougou.

Kangala est un département et une commune rurale de la province du Kénédougou, situé dans la région des Hauts-Bassins au Burkina Faso.
En 2006, le dernier recensement a comptabilisé 23 058 habitants.

## Villages
Le département et la commune rurale de Kangala est administrativement composé de onze villages, dont le village chef-lieu : 
- Bakaribougou
- Bama
- Kagnabougou
- Kangala, chef-lieu
- Kotoura
- Lanfiéra
- Mahon
- Niampédougou
- Ouolonkoto
- Sayaga
- Sokouraba